# 甄希賢
甄希賢（1438年—？），字士勉，陝西鳳翔府麟遊縣人，明朝政治人物。進士出身。

## 生平
陝西鄉試第五十四名。成化二年（1466年）丙戌科會試第二百六十八名，殿試登進士第三甲第二百一十三名。授福建道监察御史。后奉命巡视河南。时山东、北畿遭灾，饥民涌入，希贤妥善安置。升湖州府知府，未到任，病卒于途中。

## 家族
曾祖父甄仲得，贈府尹。祖父甄義，曾任兵部左侍郎。父亲甄錡。